# Eligiusz Komarowski
Eligiusz Piotr Komarowski (ur. 14 sierpnia 1970) – polski samorządowiec, od 2016 do 2024 starosta pilski.

## Życiorys
W kadencjach 2002–2006 i 2006–2010 był radnym rady miejskiej w Wyrzysku. W 2015 kandydował w wyborach do Senatu. Od 2017 jest prezesem Stowarzyszenia „Porozumienie Samorządowe”. W kadencji 2018–2024 był radnym rady powiatu w Pile. Od 2015 jest międzynarodowym sędzią bokserskim. Od 2016 do 2024 był starostą pilskim.

## Odznaczenia
- Brązowy Medal za Zasługi dla Policji (MSWiA), 2019[9]
- Krzyż Niepodległości z Gwiazdą I klasy (ZG NSZZ Policjantów), 2019[10]
- Medal 100-lecia PCK (PCK), 2019[11]
- Odznaka Zasłużony dla Polskiego Związku Wędkarskiego (PZW), 2019[12]
- Medal „Labor Omnia Vincit” (Towarzystwo im. Hipolita Cegielskiego), 2019[13]
- Medal „Za zasługi dla SKMP ONZ” (SKMP ONZ), 2018[14]
- Medal okolicznościowy (SKMP ONZ), 2017[15]
- Złoty Medal 35-lecia Związku Żołnierzy Wojska Polskiego, 2016[16]